# Armored Fist
Armored Fist ist eine Computerspielreihe, die in den späten 1990ern von NovaLogic entwickelt wurde. Zwischen 1994 und 1999 erschienen insgesamt drei Titel. Es handelt sich dabei um Panzersimulationen, in denen der Spieler einen amerikanischen Kampfpanzer des Typs M1 Abrams steuert. Für die Erzeugung der 3D-Spielumgebung kam die hauseigene Voxel-Space-Engine in verschiedenen Entwicklungsstufen zum Einsatz, die sich unter anderem durch die Verwendung von voxelbasiertem Rendering auszeichnete und dadurch keinen 3D-Beschleuniger voraussetzt. 
2016 erwarb THQ Nordic die Rechte an dem Franchise.

## Veröffentlichungen
| Jahr | Titel                       | Plattform |
| ---- | --------------------------- | --------- |
| 1994 | Armored Fist                | DOS       |
| 1997 | Armored Fist 2: M1A2 Abrams | DOS       |
| 1999 | Armored Fist 3              | Windows   |